# Dias Gomes
Pour les articles homonymes, voir Gomes.
Alfredo de Freitas Dias Gomes, né le 19 octobre 1922 à Salvador (Bahia) et mort le 18 mai 1999 à São Paulo (Brésil), est un dramaturge brésilien.

## Biographie

### Vie privée
Dias Gomes nait le 19 octobre 1922 à Salvador, Bahia.
En 1950, il épouse la télénovéliste brésilienne Janete Clair et, au cours de leurs 33 ans de mariage, ils ont trois enfants. Elle meurt en 1983 et six ans plus tard, il se remarie avec Bernadeth Lyzio avec qui il a deux filles, Mayra Dias Gomes, écrivain, et Luana Dias Gomes, étudiante en économie à l'Université de Stanford.
Il meurt en 1999 dans un accident de voiture à São Paulo.

### Carrière
Il commence à écrire des pièces à l'âge de 15 ans puis des feuilletons. Il écrit le tout premier feuilleton en couleur de la télévision brésilienne et celui qui a obtenu la plus haute cote de tous les temps. Il est également l'auteur de nombreuses émissions de télévision brésiliennes, de mini-séries et de quelques films. La Parole donnée est le premier film brésilien à être nommé pour un Oscar, et le seul film sud-américain à avoir remporté la Palme d'or à Cannes.

### Engagement politique
En tant qu'intellectuel de gauche, il subit à partir de 1964 des persécutions de la part du régime dictatorial militaire de l'époque. Il est notamment révoqué de son poste de directeur artistique de Rádio Nacional et plusieurs de ces pièces sont censurées. Il participe à plusieurs manifestations contre la censure et pour la défense de la liberté d'expression.

## Principales œuvres
- La Parole donnée, pièce adaptée sous forme de film (Palme d'Or à Cannes en 1962)[2]
- A Revolução dos Beatos
- O Santo Inquérito
- O Bem Amado
- O Rei de Ramos
- Roque Santeiro
- A Ponte dos Suspiros
- Verão Vermelho
- Assim na Terra como no Céu
- Bandeira 2
- O Espigão
- Saramandaia
- Sinal de Alerta
- Expresso Brasil
- Mandala
- Araponga
- As Noivas de Copacabana
- Irmãos Coragem
- Decadência
- Fim do Mundo

## Récompenses et distinctions
- Membre de l'Académie brésilienne des lettres (1991-1999)[3]